# Société française de philosophie
Die Société française de philosophie (SFP) ist eine französische Gelehrtengesellschaft. Die 1901 von André Lalande und Xavier Léon gegründete Gesellschaft sollte ursprünglich dazu dienen, ein philosophisches Vokabular zu entwickeln, das mit der rasanten Veränderung der positiven Wissenschaften um die Jahrhundertwende Schritt halten konnte.
Die Gesellschaft hat 180 Mitglieder, die durch Kooptation ergänzt werden. Sie veröffentlicht das Bulletin de la société française de philosophie.
Die Société entwickelte sich schnell zu einem international anerkannten Ort republikanischer Philosophie, an dem verschiedene Anschauungen sich diskursiv darstellen ließen. Zu dieser Anfangszeit gehörten Diskussionen über Georg Wilhelm Friedrich Hegel wie über Auguste Comte, Diskussionen mit Soziologen über Emil Durkheim wie 1922 eine Diskussion mit Albert Einstein, Paul Langevin, Henri Bergson, Edouard LeRoy und Émile Meyerson über die Relativitätstheorie.
Die Gesellschaft lädt einmal im Vierteljahr einen ausgewählten Wissenschaftler zu einem Vortrag an der Sorbonne ein. Bekannte Vorträge, die daraus entstanden, sind beispielsweise Jean-Paul Sartres Bewusstsein und Selbsterkenntnis, Louis Althussers Lenin und die Philosophie, Michel Foucaults Vorträge Was ist ein Autor? und Was ist Kritik? oder Jacques Derridas Die Différance.